# Abril en Managua
Abril en Managua es un álbum recopilatorio de grabaciones musicales realizadas en vivo y en directo durante el Concierto por la paz en Centroamérica realizado en 1983 en la Plaza de la Revolución de la ciudad de Managua, capital de Nicaragua, en el que participaron importantes trovadores latinoamericanos, como Amparo Ochoa, Gabino Palomares, los hermanos Carlos y Luis Enrique Mejía Godoy, Silvio Rodríguez, Mercedes Sosa, Daniel Viglietti y Alí Primera, entre otros.

## Lista de canciones del disco
1. Luis Enrique Mejía Godoy - Yo soy de un pueblo sencillo
2. Gabino Palomares & Amparo Ochoa - La maldición de Malinche
3. Luis Rico - El Salvador
4. Amparo Ochoa - Para amar en tiempos de guerra
5. Amparo Ochoa - ¿Quién tiene la voz?
6. Alí Primera - El sombrero azul
7. Chico Buarque - O que será
8. Silverio Pérez & Quinteto Puertorriqueño - Canción del pueblo
9. Silverio Pérez & Quinteto Puertorriqueño - Que bonita bandera
10. Daniel Viglietti - Declaración de amor a Nicaragua
11. Daniel Viglietti - Canción para mi América
12. Adrián Goizueta & Grupo Experimental - Eugenia
13. Silvio Rodríguez - El dulce abismo
14. Silvio & Manguaré - Canción urgente para Nicaragua
15. Carlos Mejía Godoy & Los de Palacagüina - Nicaragua Nicaragüita
16. Carlos Mejía Godoy & Los de Palacagüina - El nacimiento
17. Carlos Mejía Godoy & Los de Palacagüina - No pasarán
18. Mercedes Sosa - Solo le pido a Dios
19. Mercedes Sosa - Cuando tenga la tierra